# Рух Чорної сили
Рух Чорна сила — соціальний рух в США, спонуканий прагненням до безпеки та самодостатності, чого не було в відокремлених афроамериканських кварталах. Активісти цього руху засновували книгарні, харчові кооперативи, ферми, засоби масової інформації, друкарні, школи, клініки та служби швидкої допомоги.       Міжнародний вплив руху включає Революцію Чорної сили в Тринідаді та Тобаго. 
Наприкінці 1960-х Чорна сила почала представляти вимогу до більш негайних жорстоких дій для протидії верховенству білих американців. На більшість цих ідей вплинула критика Малколмом Ікс щодо мирних методів протесту Мартіна Лютера Кінга. Вбивство Малколма Ікс у 1965 році разом із міськими заворушеннями 1964 і 1965 років запалило рух. Нові організації, які підтримували філософію Чорної сили, починаючи від соціалізму і закінчуючи чорним націоналізмом, включаючи Партію Чорної Пантери (ПЧП), виросли в  популярності. 
Хоча чорношкірі американські мислителі, такі як Роберт Ф. Вільямс та Малколм Ікс, впливали на ранній рух Чорної влади, партія Чорна Пантера та її погляди розглядаються як наріжний камінь руху. До інших філософій, які вплинули на рух, можна вважати панафриканізм, чорний націоналізм і соціалізм, а також сучасні події, включаючи Кубинську революцію та деколонізацію Африки.

## Історія

### Витоки
Першим популярним використанням терміна "Чорна сила" як соціального та расового гасла стали Стокелі Кармайкл (пізніше відомий як Кваме Туре) та Віллі Рікс (пізніше Мукаса Дада), як організатори, так і представники Студентського ненасильницького координаційного комітету. 16 червня 1966 р. під час виступу в Грінвуді, штат Міссісіпі, на Марші проти страху Кармайкл повів учасників маршу під скандування на честь чорної сили, що транслювалося по національному телебаченню.
Організація «Нація ісламу» почала свою діяльність як чорний націоналістичний рух у 1930-х роках, надихаючи пізніші групи. Малкольм Ікс в значній мірі приписується різкому збільшенню членства в групі в період з початку 1950-х до початку 1960-х (за одними оцінками від 500 до 25 000, за іншими оцінками — з 1200 до 50000 або 75 000).   У березні 1964 року Малколм Ікс покинув організацію «Нація Ісламу» через незгоди з Ілією Мухаммедом. Однією з причин могло стати те, що він виявляв свою зацікавленість у співпраці з іншими лідерами цивільних прав, що Мухаммед заважав йому робити.  Пізніше, Малколм Ікс також сказав, що Мухаммад мав позашлюбні стосунки з молодими секретарками організації — серйозне порушення вчень групи.  21 лютого 1965 року Малколм Ікс був застрелений під час виступу в бальній залі Одюбон у Вашингтон-Гайтс, штат Нью-Йорк.  За замах на нього було засуджено трьох членів Нації. Незважаючи на це, довгий час існували спекуляції та підозри щодо участі уряду. Сорок поліцейських на місці подій отримали вказівку "не втручатись" від своїх командуючих під час стрілянини.  
Після заворушень в Уотсі в Лос-Анджелесі в 1965 р. Студентський Ненасильницький Координаційний Комітет(СНКК) вирішив розірвати зв'язки з основним рухом за громадянські права. Учасники комітету запевняли, що темношкірі повинні будувати власну владу, а не шукати пристосування у владній структурі на місці. Тому СНКК перейшов від філософії ненасилля до тієї, що відрізняється більшою войовничістю після середини 1960-х. Організація налагодила зв'язки з радикальними угрупованнями, такими як Студенти за демократичне суспільство.
Наприкінці жовтня 1966 р. Хьюї Ньютон та Боббі Сіл заснували партію Чорна пантера. Формулюючи нову політику, вони спиралися на свій досвід співпраці з різними організаціями Чорної сили.

### Ескалація в кінці 1960-х
Спочатку партія "Чорна пантера" застосовувала закони про відкриту зброю, щоб захистити членів партії та місцеві чорношкірі громади від правоохоронних органів. Члени партії також зафіксували випадки жорстокості поліції, віддалено переслідуючи поліцейські машини в околицях районів. Чисельність випадків дещо зросла з лютого 1967 року, коли партія забезпечила збройний супровід в аеропорту Сан-Франциско Бетті Шабазз, вдові Малколма Ікс та головному доповідачу на конференції, проведеній на його честь. До 1967 р. СНКК почав розвалюватися через політичні суперечки в його керівництві, і багато членів перейшли до Чорних пантер. Впродовж 1967 року Пантери влаштовували мітинги і зривали збори штату Каліфорнія збройними маршами.
Наприкінці 1967 р. ФБР розробило COINTELPRO для розслідування темношкірих націоналістичних груп та інших. До 1969 р. Чорні пантери та їх союзники стали основними цілями COINTELPRO, виділеними в 233 із 295 санкціонованих дій COINTELPRO для "чорних націоналістів". У 1968 р. Була заснована Республіка Нова Африка — сепаратистська група, яка шукала чорношкіру країну на півдні США, яка розпустилася на початку 1970-х.
До 1968 р. було заарештовано багатьох лідерів Чорної пантери, в тому числі засновника Хьюї Ньютона за вбивство поліцейського (обвинувачення Ньютона врешті-решт було відхилено), проте кількість членів зросла. Пізніше Чорні пантери залучили поліцію в перестрілку на заправці в Лос-Анджелесі. Того ж року було вбито Мартіна Лютера Кінга-молодшого, що створило загальнонаціональні заворушення — найширшу хвилю соціальних заворушень з часів громадянської війни в Америці. У Клівленді "Республіка Нова Лівія" залучила поліцію до Гленаільської перестрілки, яка супроводжувалась масовими заворушеннями.  Рік також ознаменував початок партії Біла пантера — групи білих, присвячених справі Чорних пантер. Засновники Пан Пламондон та Джон Сінклер були заарештовані, але врешті-решт звільнені у зв'язку з вибухом офісу Центрального розвідувального управління в Ен-Арборі, штат Мічиган у вересні того року. 
До 1969 року Чорні пантери почали чистити членів через страх проникнення правоохоронних органів і брали участь у численних перестрілках з поліцією, а також з націоналістичною організацією. Пантери продовжили свою кампанію "Свободу Хьюї" на міжнародному рівні. У дусі зростаючої войовничості в Детройті була створена Ліга революційних чорних робітників, яка підтримувала трудові права та надання свобод чорношкірим.

### Пік на початку 1970-х
У 1970 році почесний прем'єр-міністр партії Чорна пантера Стоклі Кармайкл їздив по різних країнах для обговорення методів протистояння американському імперіалізму. У Тринідаді рух чорної влади переріс у революцію чорної сили, в якій багато афро-тринідадців змусили уряд Тринідаду піти на реформи. Пізніше багато пантер відвідали Алжир, щоб обговорити панафриканізм та антиімперіалізм. У тому ж році колишні Чорні пантери сформували Чорну визвольну армію для продовження жорстокої революції, а не нових реформаційних рухів партії. Вважається, що 22 жовтня 1970 року Чорна визвольна армія підклала бомбу в церкві св. Брендана в Сан-Франциско, в той час як там було повно прихожан, які відвідували похорон офіцера поліції Сан-Франциско Гарольда Гамільтона, якого було вбито під час виконання службових обов’язків, реагуючи на пограбування банку. Бомба вибухнула, але ніхто в церкві не отримав серйозних травм. 
У 1971 році кілька чиновників Пантери втекли з США через занепокоєння діяльністю поліції. Це був єдиний активний рік роботи Чорної революційної нападницької групи, групи, яка підірвала консульське відділення Південної Африки в Нью-Йорку на знак протесту проти апартеїду. 20 вересня організація розмістила бомби в місіях ООН від Республіки Конго (Кіншаса) та Республіки Малаві. У лютому 1971 р. ідеологічний розкол у партії Чорна пантера між лідерами Ньютоном та Елдріджем Клівером призвів до створення двох фракцій у партії. Конфлікт перетворився на насильницький, і в результаті замаху було вбито чотирьох людей. 21 травня 1971 року п'ятеро членів Чорної визвольної армії взяли участь у стрілянині проти двох поліцейських Нью-Йорка.
Під час тюремного ув'язнення Білої пантери Джона Сінклера відбувся концерт "Свободу Джону", до якого увійшли Джон Леннон та Стіві Вандер. Через два дні Сінклер був звільнений. 29 серпня троє членів Чорної визвольної армії вбили сержанта поліції Сан-Франциско Джона Віктора Янга в його поліцейському відділенні. Через два дні газета Сан-Франциско хроніка отримала лист, підписаний ЧВА, з відповідальністю за напад.  Наприкінці року Хьюї Ньютон відвідав Китай для зустрічей з теорії маоїзму та антиімперіалізму. Ключова фігура Чорної сили Джордж Джексон намагався втекти з в'язниці в серпні, вбивши сім заручників, аби в результаті бути вбитому самому. Смерть Джексона спричинила повстання в'язниці в Аттіці, яке згодом закінчилося кривавою облогою. 3 листопада співробітник департаменту поліції Атланти Джеймс Р. Грін був застрелений у своєму патрульному фургоні на заправній станції членами Чорної визвольної армії.
У 1972 році Ньютон закрив багато розділів Чорної пантери і провів партійні збори в Окленді, штат Каліфорнія. 27 січня Чорна визвольна армія вбила поліцейських Грегорі Фостера та Рокко Лорі в Нью-Йорку. Після вбивств владі була надіслана записка, де вбивства зображувались як помста за смерть в'язнів під час бунту в тюрмі в Аттіці в 1971 році. На сьогоднішній день арештів не проводилось.  
31 липня п’ятеро озброєних членів визвольної армії захопили рейс 841 компанії Delta Air Lines, зібравши викуп у розмірі 1 мільйон доларів і відправивши літак після випуску пасажирів до Алжиру. Після звинувачення у вбивстві повії в 1974 році Хьюї Ньютон втік на Кубу. 
Ілейн Браун стала лідером партії та розпочала виборчу кампанію.

### Деескалація в кінці 1970-х
Наприкінці 1970-х повстанська група, названа на честь вбитого в'язня, сформувала бригаду Джорджа Джексона. З березня 1975 року по грудень 1977 року бригада пограбувала щонайменше сім банків і підірвала близько 20 саморобних бомб, головним чином націлених на урядові будівлі, об'єкти електроенергетики та компанії, звинувачені у расизмі. У 1977 році Ньютон повернувся із заслання. Незабаром після цього Елейн Браун подала у відставку та втекла до Лос-Анджелеса. Партія розпалася, залишивши лише кількох членів.
MOVE розроблений у Філадельфії у 1972 році як "Християнський рух за життя", комуна, заснована на принципах Чорної визвольної організації. Коли в 1978 році поліція здійснила наліт на їх будинок, виникла перестрілка; під час перестрілки один офіцер був убитий, також ще семеро поліцейських, п’ять пожежників  та троє випадкових спостерігачів були поранені.
В іншому гучному інциденті з Чорною визвольної армією, Ассата Шакур, Зейд Шакур і Сандіат Аколі, як було сказано, відкрили вогонь по патрульним в Нью-Джерсі після того, як були зупинені за розбиту фару. Зайд Шакур і військовий Вернер Фоерстер були вбиті під час перестрілки. Після захоплення Ассату Шакур судили у шести різних кримінальних процесах. За словами Шакур, під час ув'язнення її було побито та піддано тортурам у ряді різних федеральних та державних тюрем. Ассата Шакур була визнана винною у вбивстві як Ферстера, так і її супутника Зайда Шакура, але в 1979 році врятувалась із в'язниці і врешті-решт втекла на Кубу, де отримала політичний притулок. Аколі був засуджений за вбивство Ферстера і засуджений до довічного ув'язнення.
У 1978 році група членів визвольної армії та руху підпілля створила 19 травня Комуністичну організацію, або M19КО. У нього також входили члени Чорних пантер та Республіки Нова Африка. У 1979 році троє членів M19КО зайшли до центру відвідувачів у Клінтонській жіночій виправній колонії біля Клінтона, штат Нью-Джерсі. Вони взяли в заручники двох охоронців і звільнили Шакур. За декілька місяців  M19КО організував втечу Вільяма Моралеса, члена пуерториканської сепаратистської групи Fuerzas Armadas de Liberación Nacional Puertorriqueña з лікарні Бельвю в Нью-Йорку, де він відновлювався після того, як у нього в руках вибухнула бомба, яку він будував.

### Занепад у 1980-х
У 1980-х рр. рух Чорної сили продовжувався, незважаючи на падіння його популярності та кількості членів в організації. Армія визволення діяла в США щонайменше до 1981 р., коли пограбування вантажівки Брінкса, здійснене за підтримки колишніх членів підпільного руху Кеті Боудін та Девіда Гілберта, мало за результат загибель охоронця та двох поліцейських. 
MOVE переїхав до Західної Філадельфії після попередньої перестрілки. 13 травня 1985 року поліція разом із керівником міста Лео Брукс прибула з ордерами на арешт і спробувала очистити будівлю MOVE та заарештувати обвинувачених членів MOVE. Це призвело до збройного протистояння з поліцією, яка заповнила будівлі сльозогінним газом. Учасники MOVE стріляли в поліцію, яка відповіла вогнем з автоматичної зброї.
Потім поліція підірвала будинок, вбивши кількох дорослих та дітей та спричинивши велику пожежу, яка знищила більшу частину кварталу.
У 1989 році, задовго до минулих років руху, утворилася партія Нова чорна пантера. Того ж року 22 серпня Хьюї П. Ньютона  був застрелений на вулиці 24-річним членом Чорно-партизанської родини Тайрон Робінсон.

## Характеристика

### Освіта
П'ятий пункт програми Десять пунктів партії Чорна пантера вимагав "освіти для наших людей, яка викриває справжню природу цього декадентського американського суспільства. Ми хочемо освіти, яка навчить нас нашій справжній історії та нашій ролі в сучасному суспільстві". Ці настрої знайшли відгук у багатьох інших організаціях Чорної сили. Неадекватність освіти для чорних раніше була зазначена Вільямом Едуардом Беркхардтом Дюбуа, Маркусом Гарві та Картером Г. Вудсоном.
На цьому тлі Стоклі Кармайкл залучив політичну освіту до своєї роботи з СНКК на півдні сільської місцевості. Сюди входили виборчі кампанії та політична грамотність. Завдяки цій новій освіті та побудові ідентичності вони вірили, що можуть дати можливість темношкірим американцям вимагати свободи.

### ЗМІ
Подібно до того, як активісти Чорної сили зосереджувались на громадському контролі над школами та політикою, рух активно цікавився створенням та контролем власних медіа-установ. Найвідоміше, що партія Чорна пантера випустила однойменну газету, яка виявилася одним з найвпливовіших інструментів партії для поширення її повідомлення та набору нових членів.
WAFR був запущений у вересні 1971 року як перша публічна громадська чорна радіостанція на базі громади. Станція "Дарем" у штаті Північна Кароліна транслювала до 1976 року, але вплинула на пізніші активістські радіостанції, включаючи WPFW у Вашингтоні (округ Колумбія) та WRFG в Атланті. 

## Спадщина

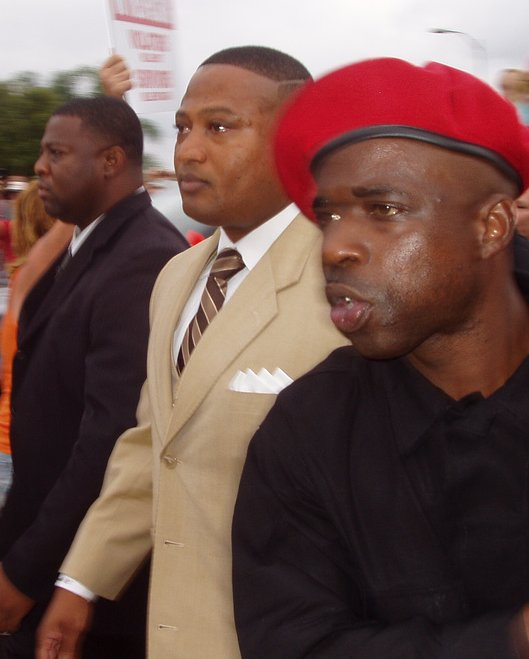
Члени партії Нова чорна пантера на марші у 2007 році

Після 1970-х рр. Рух Чорної сили занепав, але не закінчився. У 1998 році був заснований Чорний радикальний конгрес, який мав дискусійні наслідки. Партія визволення Чорних вершників була створена членами банди Bloods and Crips як спроба відтворити партію "Чорна пантера" у 1996 році. Група поширилася, створюючи розділи в містах по всій території Сполучених Штатів і часто влаштовуючи воєнізовані марші. Під час президентських виборів 2008 року членів партії "Нова чорна пантера" звинуватили в залякуванні виборців на виборчій дільниці в переважно чорному, демократичному окрузі для голосування у Філадельфії.
Після політично пригнічуючого розстрілу Трейвона Мартіна чорношкілі силові воєнізовані формування почали свій розвиток, включаючи збройовий клуб Хьюї П. Ньютона, Афроамериканську лігу оборони та Новий чорний визвольний загон влаштовували збройні марші та займались військовою підготовкою. 
Деякі порівнювали сучасний рух Чорне життя має значення з Чорною силою, відзначаючи його подібність.

## Подальше читання
- Брайан Мікс, Радикальні Кариби: від Чорної сили до Абу Бакра.
- Джеймс А. Гешвендер. Клас, раса та робочі повстання: Ліга революційних чорношкірих робітників . Нью-Йорк: Cambridge University Press, 1977.
- Остін, Кертіс Дж. (2006). Вгору до стіни: Насильство у створенні та розгромі партії "Чорна пантера" . Університет Арканзасу, преса.ISBN 1-55728-827-5
- Маклелан, Він та Пол Евері. Голоси зброї: остаточна і драматична історія двадцятидвомісячної кар’єри Армії визволення Симбіоне. Нью-Йорк: Putnam, 1977.

## Зовнішні посилання
- Медіа та рух: журналістика, громадянські права та чорна сила на американському Півдні [Архівовано 16 листопада 2020 у Wayback Machine.]